# Nemanja Vučićević
Nemanja Vučićević (sinh ngày 11 tháng 8 năm 1979) là một cầu thủ bóng đá người Serbia.

## Sự nghiệp câu lạc bộ
Nemanja Vučićević đã từng chơi cho FC Tokyo.

## Thống kê câu lạc bộ

### J.League
| Đội       | Năm       | J.League | J.League | J.League Cup | J.League Cup | Tổng cộng | Tổng cộng |
| Đội       | Năm       | Trận     | Bàn      | Trận         | Bàn          | Trận      | Bàn       |
| --------- | --------- | -------- | -------- | ------------ | ------------ | --------- | --------- |
| FC Tokyo  | 2012      | 13       | 6        | 2            | 0            | 15        | 6         |
| FC Tokyo  | 2013      | 16       | 3        | 3            | 0            | 19        | 3         |
| Tổng cộng | Tổng cộng | 29       | 9        | 5            | 0            | 34        | 9         |